# 宁夏教育电视台
宁夏教育电视台，又名宁夏电化教育中心，是中华人民共和国宁夏回族自治区一家以各类教育节目为主要播出内容的省级专业电视台，为宁夏回族自治区教育厅直属的正处级事业单位。

## 历史沿革
宁夏教育电视台于1989年4月正式开播，当时，该台的发射站分别设在宁夏首府银川市和同自治区同心县的大罗山。